# Merlin tölgye
Merlin tölgye (más néven Merlin fája, angolul: Merlin's Oak) egy igen híres tölgyfa volt Carmarthen városában (Wales). Merlin (sok más néven ismeretes, mint Myrddin, Mirdin Emrys stb.) általánosan elfogadott tény szerint Artwys (Artúr király) mágusa volt a 6. század környékén. Egyes vélemények szerint egyszerűen bárd volt. Carmarthen lakói Merlinnek tulajdonították a főutca közepén álló, később elkerített tölgyet. 
A fa valójában kb. háromszáz éves volt, amikor 1856-ban elpusztult. A város lakói sokáig őrizték az elpusztult fát, mert féltek elismerni a fa halálát. Egy ősi hagyomány szerint ugyanis, amikor kidől (meghal) a fa, Carmarthent is baj sújtja. A fa eltávolítását követő télen Carmarthen az egyik legsúlyosabb árvizet szenvedte. 1978-ban feltárták a fa gyökereit.